# Música para el amor joven
Música para el amor joven es el primer álbum solista del teclista Ciro Fogliatta.
En 1969 Ciro se va a USA, y es en su ausencia que es editado por RCA este álbum formado en su totalidad por versiones instrumentales, que había sido grabado el año anterior tras la disolución de Los Gatos.
Es por este motivo que no aparecen, ni en la edición original ni en las siguientes reediciones, los créditos de los intérpretes, los cuales son dados a conocer por el propio artista a través de diversas entrevistas a lo largo de los años.
Cuenta, además de notables invitados como Claudio Gabis, Alejandro Medina (ambos músicos de Manal) y Daniel Irigoyen, con los músicos de Los Gatos, a excepción de Litto Nebbia.
Como curiosidad, la primera edición del álbum se hizo en formato monoaural.

## Lista de canciones
| N.º | Título                                                        | Compositor                                              | Duración |  |
| 1.  | «Soplando En El Viento (Blowin' In The Wind)»                 | Bob Dylan                                               | 3:32     |  |
| 2.  | «La Darsena De La Bahía (The Sitting On The Dock Of The Bay)» | Otis Redding, Steve Cropper                             | 2:58     |  |
| 3.  | «Respeto (Respect)»                                           | Otis Redding                                            | 1:52     |  |
| 4.  | «Y Yo La Amo (And I Love Her)»                                | John Lennon – Paul McCartney                            | 3:11     |  |
| 5.  | «Que Dije? (What Did I Say?)»                                 | Ray Charles                                             | 4:52     |  |
| 6.  | «Enfermería San James (Saint James Infirmary)»                | Irving Mills – Don Redman                               | 4:01     |  |
| 7.  | «Sobre Broadway (On Broadway)»                                | Barry Mann – Cynthia Weil – Jerry Leiber – Mike Stoller | 2:54     |  |
| 8.  | «Mercy, Mercy, Mercy»                                         | Joe Zawinul                                             | 3:29     |  |
| 9.  | «Tequila»                                                     | Danny Flores                                            | 3:03     |  |
| 10. | «Esta Tierra Amarga (This Bitter Earth)»                      | Clyde Otis – Venetian Snares                            | 2:30     |  |
| 11. | «Michy, Colita Y El Enano»                                    | Ciro Fogliatta                                          | 2:43     |  |
| 12. | «Lamentando (Moanin')»                                        | Bobby Timmons                                           | 2:51     |  |

## Créditos
- Ciro Fogliatta: órganos Hammond y Farfisa, piano
- "Kay" Galifi: guitarra
- Alfredo Toth: bajo
- Oscar Moro: batería

Musicos Invitados:
- Daniel Irigoyen: voz en "Tequila"
- Claudio Gabis: guitarra
- Alejandro Medina: bajo